# Teodoryk Prus
Teodoryk Prus – kasztelan świecki, kasztelan bydgoski od ok. połowy lat 60. XIII wieku do 1268 r.
Neofita pruski, emigrant, który przybył z Pomorza na Kujawy w latach 60. XIII wieku. Przybył zgodnie z polityką przyjaźni pomorsko-kujawskiej, jaką prowadził książę kujawsko-łęczycki Kazimierz.
Być może jest tożsamy z Thiderykiem, pojawiającym się kilka lat wcześniej na dokumencie księcia gdańsko-pomorskiego Świętopełka.
Otrzymał godność kasztelana bydgoskiego na krótko przed śmiercią Kazimierza, podczas gdy jego syn i następca Ziemomysł zerwał z polityką ojca zbliżając się do zakonu krzyżackiego. W tej sytuacji doszło do niezadowolenia możnowładztwa, podsycanego przez biskupa włocławskiego Wolimira.
O Teodoryku pisze w 1268 r. „Kronika Wielkopolska”, że „wydał gród bydgoski w ręce księcia wielkopolskiego Bolesława Pobożnego”. Odbyło się to w połowie października 1268 r. w odpowiedzi na politykę księcia Ziemomysła. W wyniku zamieszek Teodoryk zginął. Kronika oraz Jan Długosz w swojej „Kronice” podaje, że śmierć kasztelana nastąpiła przez ścięcie mieczem z ręki sługi na wyraźne żądanie Teodoryka.
Nie ustalono dotychczas ostatecznie, czy wydanie grodu bydgoskiego wielkopolanom było samodzielną decyzją Teodoryka, czy też decyzją konsultowaną z kręgami niezadowolonego z rządów Ziemomysła możnowładztwa kujawskiego. Nowsze badania wskazują, że bardziej prawdopodobna jest pierwsza możliwość.